# Malý Bor
Malý Bor är en ort i Tjeckien.   Den ligger i regionen Plzeň, i den västra delen av landet, 100 km sydväst om huvudstaden Prag. Malý Bor ligger 440 meter över havet och antalet invånare är 592.
Terrängen runt Malý Bor är huvudsakligen platt. Malý Bor ligger nere i en dal. Runt Malý Bor är det ganska glesbefolkat, med 28 invånare per kvadratkilometer. Närmaste större samhälle är Strakonice, 19,7 km öster om Malý Bor. Omgivningarna runt Malý Bor är en mosaik av jordbruksmark och naturlig växtlighet.